# العلاقات الإسبانية الكينية
العلاقات الإسبانية الكينية هي العلاقات الثنائية التي تجمع بين إسبانيا وكينيا.

## مقارنة بين البلدين
هذه مقارنة عامة ومرجعية للدولتين:
| وجه المقارنة                                              | إسبانيا                                                                             | كينيا                         |
| --------------------------------------------------------- | ----------------------------------------------------------------------------------- | ----------------------------- |
| المساحة (كم2)                                             | 505.99 ألف                                                                          | 581.31 ألف                    |
| عدد السكان (نسمة)                                         | 46.73 مليون                                                                         | 48.47 مليون                   |
| الكثافة السكانية (ن./كم²)                                 | 92.35                                                                               | 83.38                         |
| العاصمة                                                   | مدريد                                                                               | نيروبي                        |
| اللغة الرسمية                                             | اللغة الإسبانية، اللغة الغاليسية، لغة بشكنشية، اللغة الكتالونية، اللغة الأوكسيتانية | اللغة السواحلية، لغة إنجليزية |
| العملة                                                    | يورو، بيزيتا إسبانية                                                                | شيلينغ كيني                   |
| الناتج المحلي الإجمالي (بليون دولار)                      | 1.31 تريليون                                                                        | 74.94 مليار                   |
| الناتج المحلي الإجمالي (تعادل القوة الشرائية) بليون دولار | 1.77 تريليون                                                                        | 142.24 مليار                  |
| الناتج المحلي الإجمالي الاسمي للفرد دولار أمريكي          | 28.16 ألف                                                                           | 1.38 ألف                      |
| الناتج المحلي الإجمالي للفرد دولار أمريكي                 | 38.00 ألف                                                                           | 2.95 ألف                      |
| مؤشر التنمية البشرية                                      | 0.876                                                                               | 0.548                         |
| رمز المكالمات الدولي                                      | +34                                                                                 | +254                          |
| رمز الإنترنت                                              | .es                                                                                 | .ke                           |
| المنطقة الزمنية                                           | ت ع م+01:00، ت ع م+02:00                                                            | ت ع م+03:00                   |

## منظمات دولية مشتركة
يشترك البلدان في عضوية مجموعة من المنظمات الدولية، منها:
| علم المنظمة | اسم المنظمة                               | تاريخ انضمام إسبانيا | تاريخ انضمام كينيا |
| ----------- | ----------------------------------------- | -------------------- | ------------------ |
|             | مؤسسة التنمية الدولية                     | 18 أكتوبر 1960       | 3 فبراير 1964      |
|             | يونسكو                                    | 30 يناير 1953        | 7 أبريل 1964       |
|             | وكالة ضمان الاستثمار متعدد الأطراف        | 29 أبريل 1988        | 28 نوفمبر 1988     |
|             | الأمم المتحدة                             | 14 ديسمبر 1955       | 16 ديسمبر 1963     |
|             | الفريق المعني برصد الأرض                  | ?                    | ?                  |
|             | الاتحاد البريدي العالمي                   | ?                    | ?                  |
|             | البنك الدولي للإنشاء والتعمير             | 15 سبتمبر 1958       | 3 فبراير 1964      |
|             | الاتحاد الدولي للاتصالات                  | 1866                 | 11 أبريل 1964      |
|             | منظمة حظر الأسلحة الكيميائية              | ?                    | ?                  |
|             | مؤسسة التمويل الدولية                     | 24 مارس 1960         | 3 فبراير 1964      |
|             | المركز الدولي لتسوية المنازعات الاستشارية | 17 سبتمبر 1994       | 2 فبراير 1967      |
|             | منظمة التجارة العالمية                    | ?                    | 1995               |
|             | منظمة الشرطة الجنائية الدولية             | ?                    | ?                  |
|             | البنك الإفريقي للتنمية                    | ?                    | ?                  |

## وصلات خارجية
- موقع وزارة الخارجية الإسبانية
- موقع وزارة الخارجية الكينية